# Тилакоїд

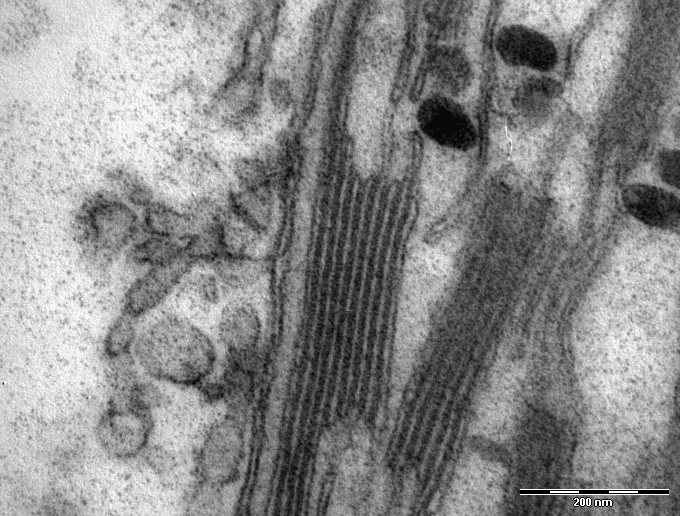
Тилакоїди під електронним мікроскопом

Тилако́їд (грец. thylakos — мішечок) — спрощена вакуоля або мішечок, який є всередині хлоропластів листків та інших зелених частин рослин. Тилакоїди мають вигляд монети, сукупність яких утворює грани; обмежений мембраною компартмент більшості ціанобактерій і пластид, основна структурна одиниця фотосинтезуючої системи. Складається з мембрани, що утворює так званий тилако́їдний про́стір. Звичайно в органелі або клітині тилакоїди розташовуються групами чи поодиноко відповідно. Тилакоїди можуть бути видовженими (ламе́ли) чи утворювати скупчення (гра́ни), на кшталт стосу монет.

## Будова тилакоїда
Будова тилакоїда морфологічно досить проста. Він складається з мембрани, що утворює замкнутий мішечок, та розташовується в стромі пластиди чи в цитоплазмі прокаріотичної клітини (у випадку ціанобактерій).

### Мембрана тилакоїда
Мембрана за своєю будовою в цілому схожа на бактеріальну мембрану та на внутрішню мембрану хлоропласта. Складається з біліпідного шару, в склад якого входять здебільшого кислі ліпіди.
Мембрани тилакоїдів вищих рослин в основному складаються з фосфоліпідів і галактоліпідів, що нерівномірно розподілені по мембрані.
Саме на мембрані тилакоїда протікають реакцій світлової фази фотосинтезу. На самій мембрані та в ній зосереджені фотосинтетичні пігменти. На електронограмах виглядають як почерговані темні і світлі смуги завширшки приблизно 1 нм.

## Ламели
Ламела — у цитології це продовження тилакоїда всередині хлоропласта (стромальний тилакоїд), що з'єднує тилакоїди одного грана з тилакоїдами іншого грана. Вони є сторонами фотосистеми I. Простіше кажучи, ламели можуть розглядатися як пара мембран, що містять хлорофіл.